# Louisville Open 1976
Il Louisville Open 1976 è stato un torneo di tennis giocato sulla terra verde. È stata la 7ª edizione del torneo, che fa parte del Commercial Union Assurance Grand Prix 1976. Si è giocato a Louisville negli Stati Uniti dal 2 all'8 agosto 1976.

## Campioni

### Singolare maschile
Harold Solomon ha battuto in finale  Wojciech Fibak con il punteggio di 6–2, 7–5

### Doppio maschile
Byron Bertram /  Pat Cramer hanno battuto in finale  Stan Smith /  Erik Van Dillen con il punteggio di 6–3, 6–4